# Beaned by a Beanshooter
Beaned by a Beanshooter è un cortometraggio muto del 1916 diretto da Theodore Marston.

## Produzione
Il film fu prodotto dalla Vitagraph Company of America.

## Distribuzione
Distribuito dalla General Film Company, il film - un cortometraggio in una bobina - uscì nelle sale cinematografiche statunitensi il 10 marzo 1916.